# Sainte-Colombe (Yonne)
Sainte-Colombe is een gemeente in het Franse departement Yonne (regio Bourgogne-Franche-Comté) en telt 145 inwoners (2004). De plaats maakt deel uit van het arrondissement Avallon.

## Geografie
De oppervlakte van Sainte-Colombe bedraagt 18,5 km², de bevolkingsdichtheid is 7,8 inwoners per km².
De onderstaande kaart toont de ligging van Sainte-Colombe (Yonne) met de belangrijkste infrastructuur en aangrenzende gemeenten.

## Demografie
Onderstaande figuur toont het verloop van het inwonertal (bron: INSEE-tellingen).
1. ↑  Populations de référence 2022.